# خولنجان أحمر الساق
خولنجان أحمر الساق (الاسم العلمي:Alpinia rubricaulis) هو نوع من النباتات يتبع جنس الخولنجان من فصيلة الزنجبيلية.